# Uvalde Estates
Uvalde Estates est une census-designated place située dans le comté d'Uvalde, dans l’État du Texas, aux États-Unis. Sa population s’élevait à 2 171 habitants lors du recensement de 2010.